# Hippopotamyrus castor
Hippopotamyrus castor är en fiskart som beskrevs av Pappenheim, 1906. Hippopotamyrus castor ingår i släktet Hippopotamyrus och familjen Mormyridae. IUCN kategoriserar arten globalt som livskraftig. Inga underarter finns listade i Catalogue of Life.